# Birjoesa
De Birjoesa (Russisch: Бирюса), in de benedenloop ook Ona (Она) genoemd, is een 1.012-kilometer lange rivier in het zuiden van Midden-Siberië, in de Russische oblast Irkoetsk en de kraj Krasnojarsk. Het is de zuidwestelijke bronrivier van de Tasejeva, die iets verderop in de Angara stroomt.
De rivier ontspringt uit de westelijke bronrivier Bolsjaja Birjoesa (Большая Бирюса; "Grote Birjoesa") en oostelijke bronrivier Malaja Birjoesa (Малая Бирюса; "Kleine Birjoesa"), die hun bronnen hebben op een hoogte van tot ongeveer 2535 meter op de noordelijke hellingen van het Dzjoeglymgebergte in de Oostelijke Sajan in het uiterste zuidwesten van de oblast Irkoetsk, ten noordwesten van de bronnen van de Tsjoena (Oeda), de andere bronrivier van de Tasajeva. Na de samenvloeiing van beide rivieren stroomt de Birjoesa naar het noorden en doorstroomt in de midden- en benedenloop het Midden-Siberisch Bergland, dat langs de rivier oprijst tot 530 meter. Bij de stad Birjoesinsk steekt de Trans-Siberische spoorlijn de rivier over, iets ten westen van Tajsjet, waar de Baikal-Amoerspoorweg start. Iets verderop buigt de rivier af naar het noordwesten, stroomt de kraj Krasnojarsk binnen en vloeit verderop samen met de Tsjoena om de Tasejeva te vormen.
De belangrijkste zijrivieren zijn de Tagoel, Toemansjet en Pojma aan linkerzijde en de Toporok aan rechterzijde. In het stroomgebied bevinden zich ongeveer 300 meren met een totaaloppervlakte van 14,3 km². De rivier wordt vooral gevoed door sneeuw en regen (ongeveer 80% van de jaarlijkse afvoer) en is bevroren van oktober, november tot eind april, begin mei. De rivier is bevaarbaar.